# Oasis Airlines
Oasis Airlines era una compagnia aerea charter con sede a Madrid, in Spagna.

## Storia

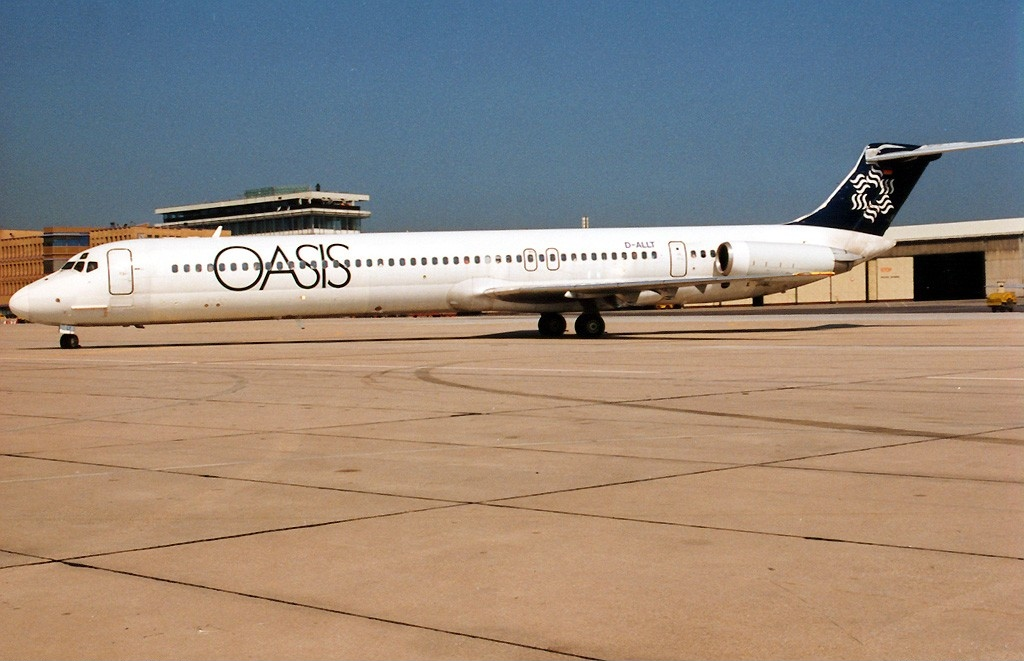
Un MD-82 di Oasis Airlines.

Nel 1986 fu fondata una nuova compagnia aerea in Spagna con il nome di Andalusair. Nel 1987 il gruppo alberghiero Oasis rilevò la compagnia aerea e poiché le operazioni non andavano bene fu ribattezzata Oasis, iniziando a utilizzare gli MD-83 sui voli charter dal Regno Unito, Scandinavia e altri punti in Europa alla Spagna. Poco dopo, il gruppo Oasis acquistò Aerocancun e l'Airbus A310-300 è stato introdotto e utilizzato sia da Oasis Airlines che da Aerocancun. Nel 1992 furono acquisiti altri MD-83 e MD-82 ed ampliate le operazioni.
Negli anni '90 il gruppo Oasis investì in altre compagnie aeree, come Aerovaradero e Private Jet Expeditions, mentre il traffico di voli charter aumentava. Ma nel 1995 la domanda di voli turistici era diminuita, così Oasis Airlines entrò nel mercato dei voli di linea in Spagna. La concorrenza di altre compagnie aeree era feroce e le perdite aumentavano. Le difficoltà finanziarie portarono al suo fallimento e alla fine delle operazioni alla fine del 1996.

## Flotta
- 17 - McDonnell Douglas MD-82 e 83

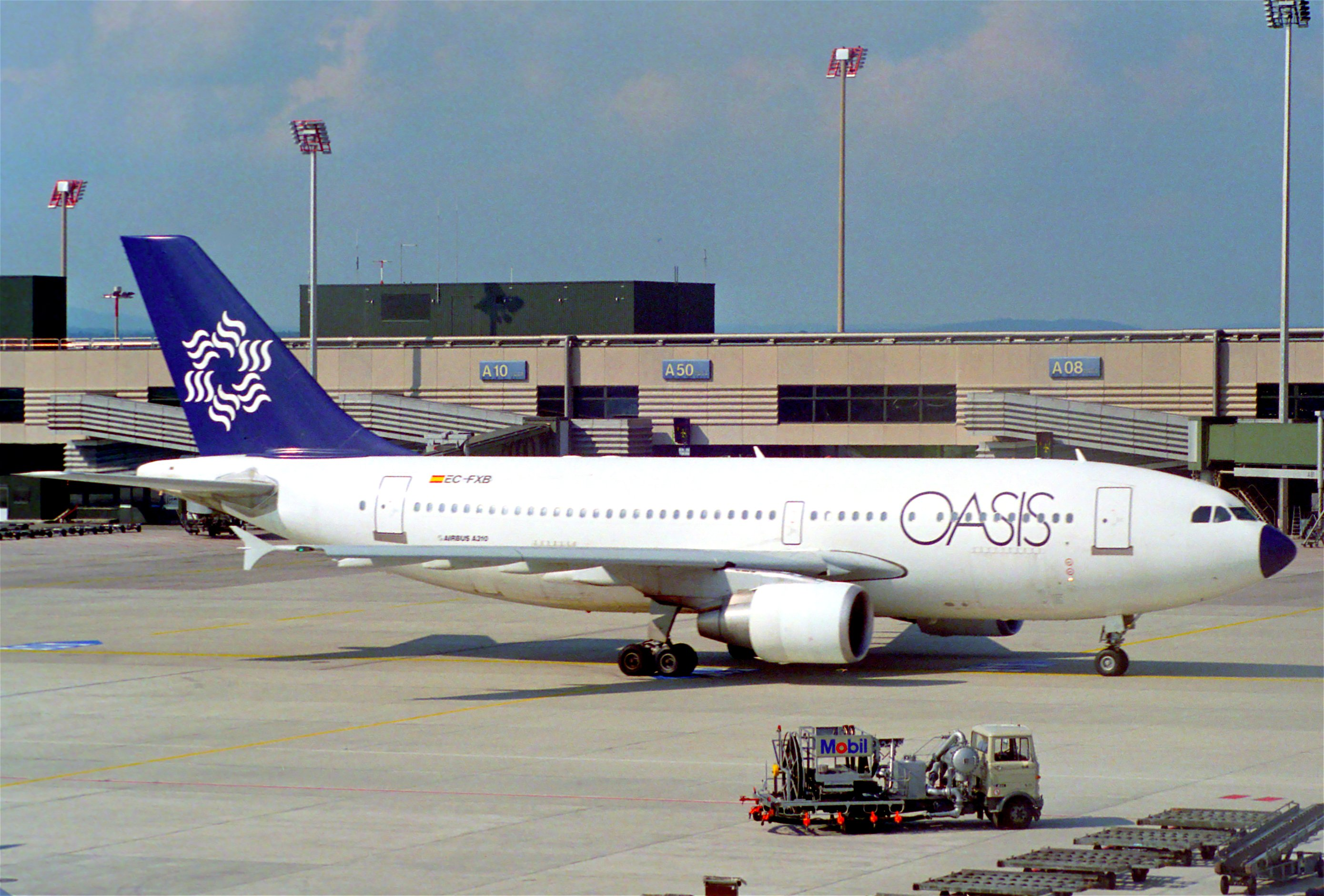
EC-FXB, un Airbus A310-324 all'Aeroporto di Zurigo.

- 5 - Airbus A310-300 precedentemente nella flotta di Nepal Airlines